# Travestie (Literatur)
Als literarische Travestie (von italienisch travestire, französisch travestir ‚verkleiden‘) bezeichnet man eine komische Gattung, bei der der Inhalt eines Werks oder eines Mythos beibehalten, aber in eine unangemessene sprachliche Form gebracht wird.

## Form
Travestie ist eine Form persiflierenden Schreibens, bei welchem der Stoff eines Werkes beibehalten, der Stil aber verändert wird. Die Beibehaltung des Inhalts unter gleichzeitiger stilistischer Transformation führt zu komischen Effekten. Diese setzen allerdings die Kenntnis der veralberten Originale voraus. Insofern ist die Travestie eine intertextuelle Gattung.
Die Veränderung des Stils kann in beide Richtungen geschehen. So kann ein elaborierter Stil (genus sublime) zu einem niederen Stil (genus humile) werden – etwa wenn ein literarischer Klassiker in ein Werk der Umgangssprache travestiert wird. Umgekehrt kann etwa ein Werk der Trivialliteratur sprachlich so verändert werden, dass die erlesene Wortwahl mit dem einfachen Inhalt kontrastiert.
Der Unterschied zur Parodie besteht nach August Wilhelm Schlegel (Vorlesungen über schöne Litteratur und Kunst, 1802/03) darin, dass die Travestie nur den Inhalt des Werkes, das sie verspottet, übernimmt, dessen Vertextung aber ganz selbstständig erfolgt. Gustav Gerber (Die Sprache als Kunst, 1885) ordnete die Travestie daher in die Dichtkunst, nicht in die Sprachkunst ein, denn die Ähnlichkeitsbeziehungen zum Original bestehen ausschließlich auf der Inhaltsebene, während die sprachliche Form von diesem unabhängig gestaltet wird. Zudem dient die Travestie zumeist der Erheiterung der Leser und dient anders als die Parodie nicht als Waffe in literarischen Auseinandersetzungen. Die Unterscheidung lässt sich aber nicht trennscharf durchführen.

## Etymologie
Das Wort Travestie für eine komische Dichtung wurde im 18. Jahrhundert vom gleichbedeutenden englischen travesty entlehnt. Im Englischen bedeutet dieses Wort heute als Substantiv die Travestie, wie sie hier beschrieben wird, und figürlich auch Zerrbild oder Karikatur. Als Verb bedeutet travestieren neben dem wie hier ausgeführten scherzhaften Umgestalten figürlich auch entstellen, verzerren und lächerlich machen.
Das englische Wort travesty wiederum wurde im 17. Jahrhundert aus dem französischen Verb travestir gebildet, veranlasst durch Paul Scarrons Stück Le Virgile travesti (1648, englisch Virgile travesty). Im Französischen bedeutet das Verb travestir verkleiden, figürlich auch das Verkleiden eines literarischen Werkes. Das Substantiv travestie bedeutet Vermummung, aber manchmal auch lächerliche Rolle.

## Beispiele
Literatur-Travestien wurden häufiger zwischen dem 17. und 19. Jahrhundert geschrieben, etwa die Vergil-Travestien, so Paul Scarrons Le Virgile travesti (1648–52) und Aloys Blumauers Virgils Aeneis (1783). Karl Meisl travestierte in seinem Othellerl, der Mohr von Wien oder Die geheilte Eifersucht von 1806 Shakespeares Othello in die Alltagssprache. Von Johann Nestroy sind Travestien von Werken Friedrich Hebbels, Giacomo Meyerbeers und Richard Wagners überliefert. In Umberto Ecos Roman: Der Name der Rose erkennt William von Baskerville in einer Vision Adsons eine Anspielung auf die Cena Cypriani.